# Rabia (film)
Pour les articles homonymes, voir Rabia.
Pour plus de détails, voir Fiche technique et Distribution.
Rabia est un thriller dramatique français, belge et allemand réalisé par Mareike Engelhardt et sorti en 2024,.

## Synopsis
Poussée par les promesses d’une nouvelle vie, Jessica, une française de 19 ans, infirmière dans un hôpital où elle s'occupe des personnes âgées — et dont la mère, qu'elle a à peine connue, lui manque — part, entraînée par sa meilleure amie, Laïla, rejoindre Daech, en Syrie. Arrivées à Raqqa, elles intègrent une maison de futures épouses de combattants et se retrouvent sous la coupe de « Madame », la charismatique directrice, qui tient les lieux d’une main de fer. Alors que Laïla s'est trouvé un mari, Jessica, après beaucoup de souffrances dues à son insoumission, comprend qu'elle ferait mieux de se rapprocher de « Madame »,  laquelle profite du manque maternel qu'elle sent chez Jessica pour la soumettre en douceur. Le suicide de Laïla après qu'elle ait essuyé un refus de Jessica alors qu'elle était venue la supplier de s'enfuir ensemble, semble lui faire prendre conscience de la gravité de sa situation ; elle s'empare de la fille de Laïla, devenue orpheline, et s'enfuit, à la faveur d'une attaque de la coalition sur Raqqa. Inspiré de faits réels.

## Fiche technique
Sauf indication contraire, les informations mentionnées dans cette section peuvent être confirmées par les bases de données cinématographiques IMDb et Allociné,  présentes dans la section « Liens externes ».
- Titre original : Rabia
- Réalisation : Mareike Engelhardt
- Scénario : Mareike Engelhardt et Samuel Doux
- Musique :
- Décors : Dan Bevan
- Costumes : Catherine Cosme
- Photographie : Agnès Godard
- Son : Guilhem Clarinval, Alexis Jung, Claire Cahu et Xavier Thieulin
- Montage : Mathilde Van de Moortel
- Production : Lionel Massol et Pauline Seigland
- Sociétés de production : Arte France Cinéma, Films Grand Huit, Starhaus Filmproduktion et Kwassa Films
- Sociétés de distribution : Kinology et Memento Distribution
- Pays de production :  France,  Belgique et  Allemagne
- Langue originale : français
- Format : couleur
- Genre : Thriller dramatique
- Durée : 94 minutes
- Dates de sortie :
  - France : 
    - 27 août 2024 (Angoulême)
    - 27 novembre 2024 (en salles)

  - Allemagne : 23 janvier 2025

## Distribution
- Megan Northam : Rabia
- Lubna Azabal : Madame
- Natacha Krief : Laïla
- Lena Lauzemis : Oum Maryam
- Klara Wöedermann : Oum Mikaïl (une jumelle)
- Maria Wöedermann : Oum Mansour (l'autre jumelle)
- Andranic Manet : le combattant
- Christine Gautier : Marie

## Distinctions

### Nominations
- César 2025 : Meilleure révélation féminine pour Megan Northam